# Puente Alto
Puente Alto ist eine Kommune in Chile mit 568.094 Einwohnern (Stand: 2017) und liegt unweit der Hauptstadt Santiago de Chile. Sie liegt in der Agglomeration Gran Santiago. Puente Alto ist Hauptstadt der Provinz Cordillera in der Región Metropolitana de Santiago.

## Geschichte
In den 1880er Jahren wurde im heutigen Stadtgebiet unter dem Namen Las Arañas eine Siedlung gegründet.
Nachdem 1884 die Provinz Santiago in die drei Departements Santiago, La Victoria und Melipilla aufgeteilt wurde, ist 1891 das „Gesetz über autonome Gemeinden“ erlassen worden, woraufhin der Präsident Jorge Montt Álvarez das Dekret zur Schaffung chilenischer Gemeinden erließ. Aufgrund dieses Dekrets wurden im selben Jahr im Departement La Victoria die Gemeinden Peñaflor, Talagante, Calera de Tango, San José de Maipo und Lo Cañas gegründet. Am 18. November 1892 wurden die Gemeinde Lo Cañas in die Gemeinden Puente Alto und La Granja aufgeteilt.
Puente Alto wurde am 3. September 1958 die Hauptstadt der Provinz Cordillera.

### Bevölkerungsentwicklung
| Jahr | Einwohnerzahl |
| ---- | ------------- |
| 1982 | 110.099       |
| 1992 | 254.127       |
| 2002 | 492.603       |
| 2017 | 568.094       |

## Bildung und Soziales
Seit 1934 besteht das von Domingo Tocornal Matte und Mercedes Matte Pérez de Mackenna gegründete Colegio Domingo Matte Mesías. Sie ist eine der ältesten und zugleich größten Bildungseinrichtungen der Gemeinde. Tocornal und Matte hatten die Idee, eine gemeinnützige katholische Schule zu gründen, und spendeten zu diesem Zweck einen Teil ihres Familienvermögens. Die Mission der Einrichtung ist es, „die spirituelle, ethische, moralische, emotionale, intellektuelle, künstlerische, körperliche und soziale Entwicklung der Schüler zu fördern, damit sie sich gemeinsam mit der Gemeinschaft frei der Suche, Entdeckung, Vermittlung und Bewahrung der Wahrheit widmen können“ (im Original „favorecer el desarrollo espiritual, ético, moral, afectivo, intelectual, artístico, físico y social de los alumnos para que, junto a la comunidad, se comprometan libremente a buscar, descubrir, comunicar y conservar la verdad“). 1935 übernahmen die Brüder De La Salle die Schule und führten sie bis 1973. Im Jahr 1997 wurde sie dem Vicaría de La Educación angegliedert.
Seit 1994 besteht das deutschsprachige naturwissenschaftlich-humanistisches Gymnasium Colegio Rudolf Deckwerth.

## Wirtschaft
Für die in den 1930er Jahren größte Papierfabrik Chiles in Puente Alto wurde durch die deutsche Firma Siemens-Schuckertwerke eine Kraftwerksanlage neu errichtet und die vorhandenen Kraftwerksanlagen modernisiert. Zudem wird in der Region Wein angebaut.
Im März 2006 wurde die Metrolinie 4 vollendet, die die Stadt an das Netz der Hauptstadt anbindet. Insgesamt liegen fünf Metrostationen – Plaza de Punte Alto, Elisa Correa und die drei dazwischen liegenden Stationen – im Stadtgebiet.

## Söhne und Töchter der Stadt
- Manuel Salamanca (1927–2010), Fußballspieler
- Jorge Montesi (* 1949), chilenisch-kanadischer Regisseur, Kameramann und Schauspieler
- Soledad Alvear (* 1950), Politikerin
- Luis Mena (* 1979), Fußballspieler
- Luis Valenzuela (* 1988), Fußballspieler
- Charles Aránguiz (* 1989), Fußballspieler
- Sebastián Silva (* 1991), Fußballspieler
- Diego Céspedes (* 1998), Fußballspieler
- Cristián Zavala (* 1999), Fußballspieler
- Lucas Alarcón (* 2000), Fußballspieler
- Bastián Ubal (* 2002), Fußballspieler
- Lucas Assadi (* 2004), Fußballspieler
- Felipe Yáñez (* 2004), Fußballspieler

## Bildergalerie

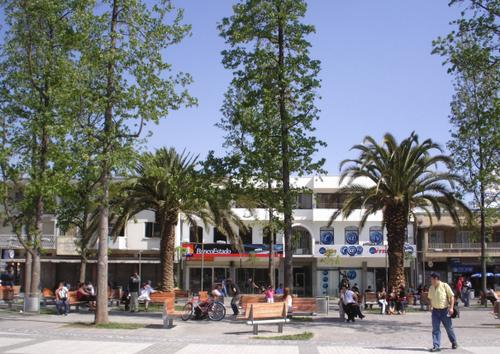
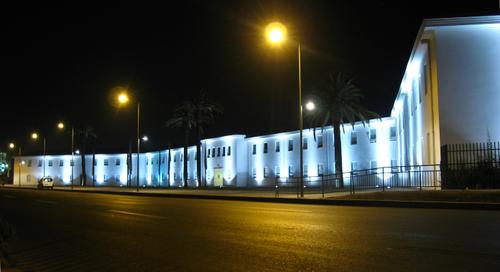
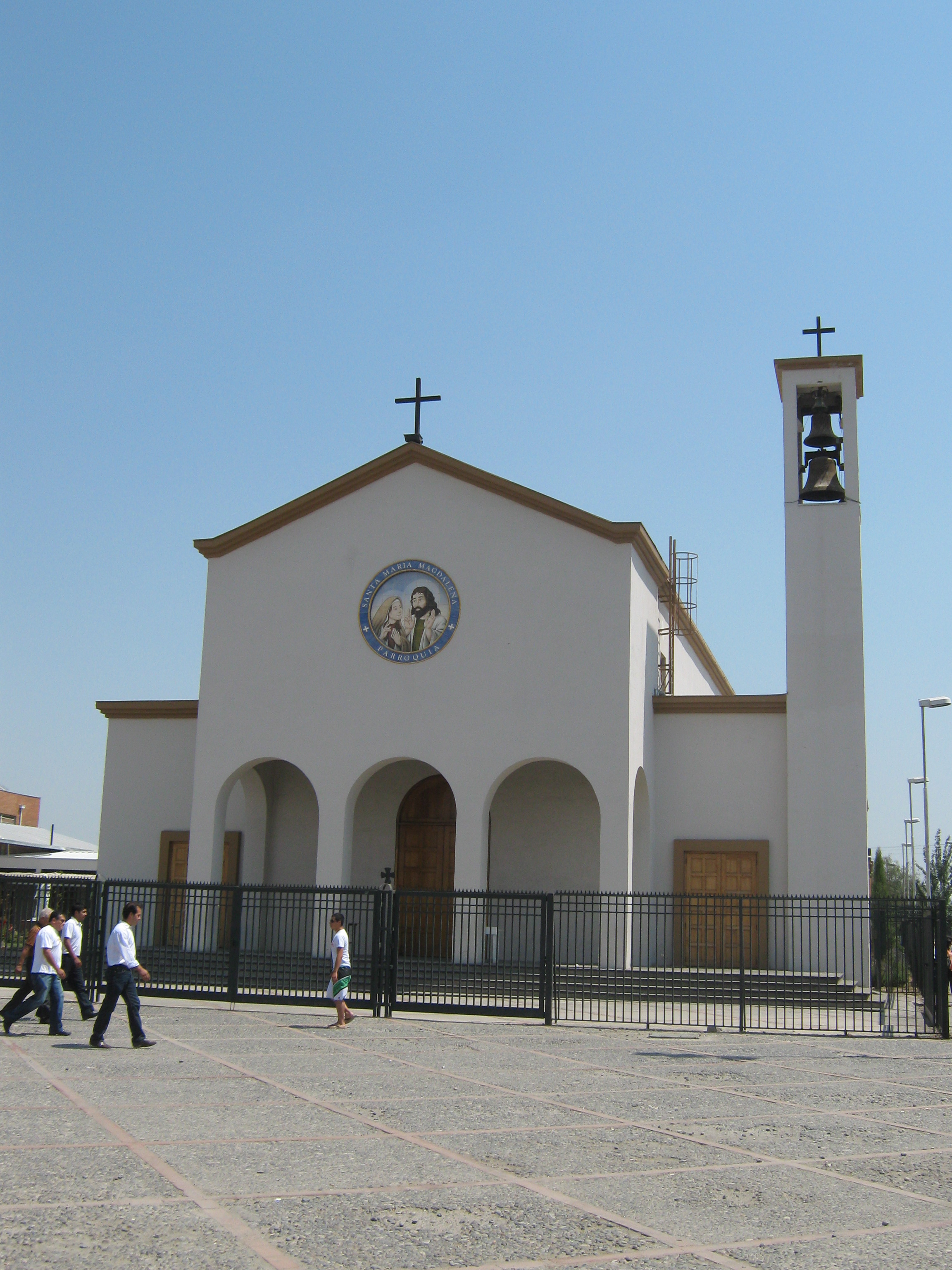
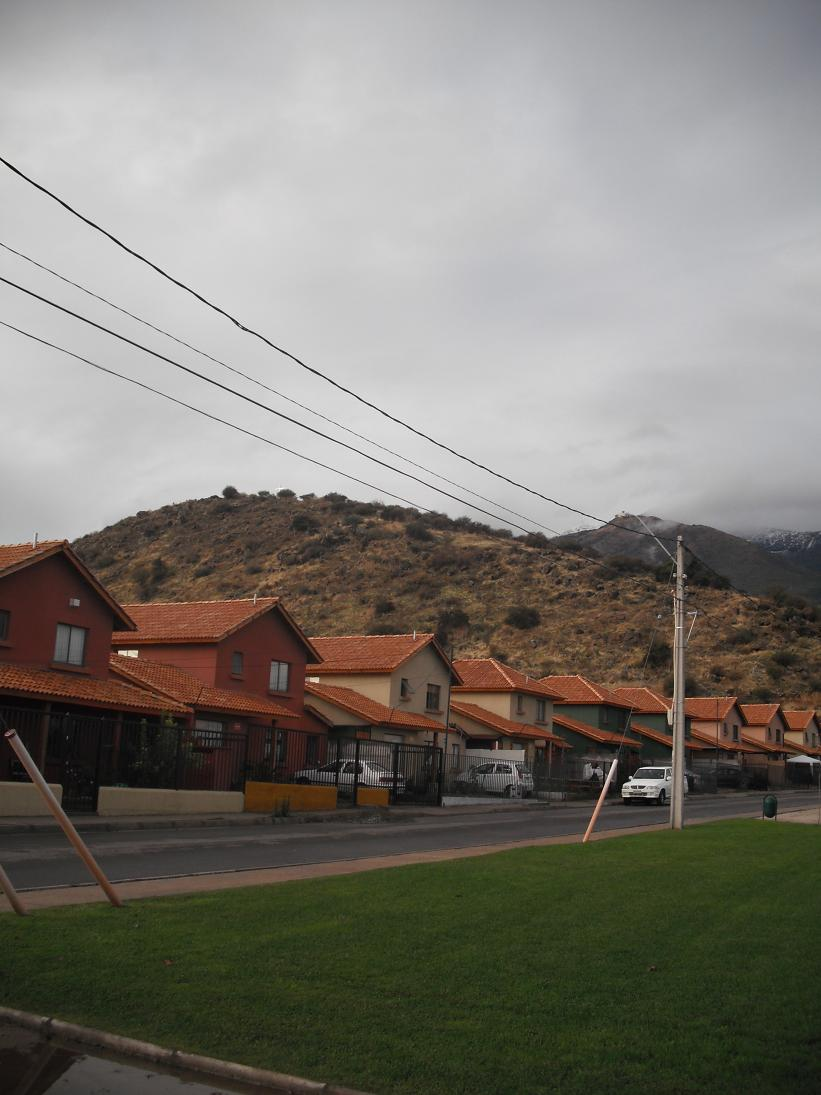
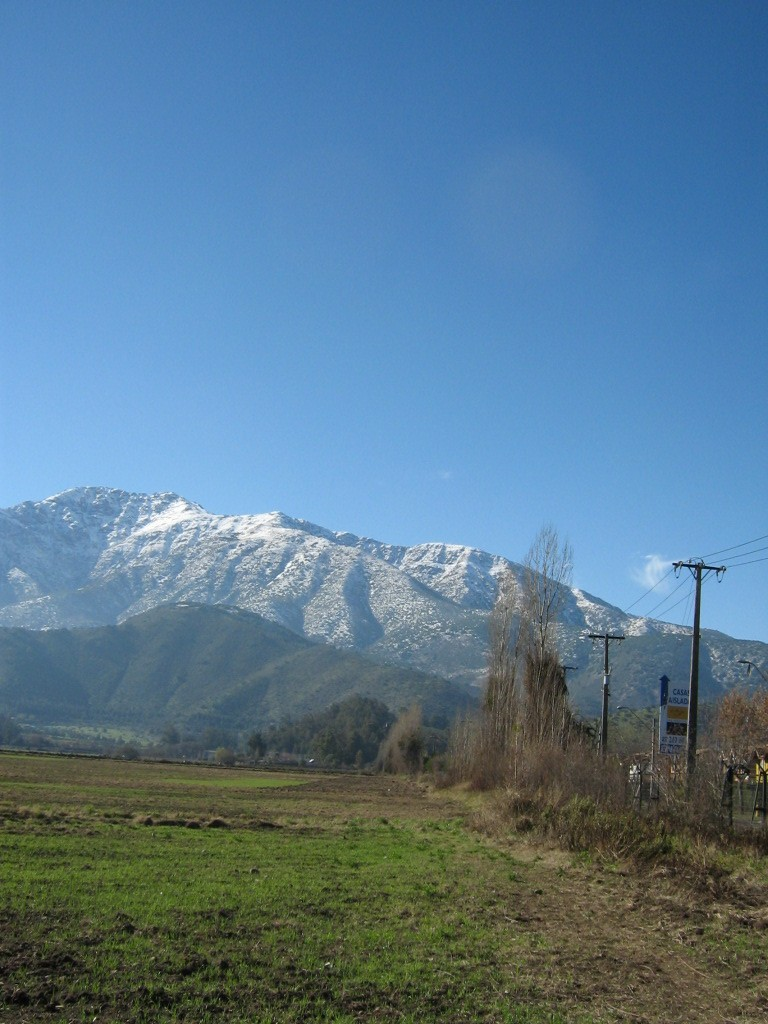
«el Alba» Viertel